# Брар, Харпал
Харпал Брар (Harpal Singh Brar; 5 октября 1939, Шри-Муктсар-Сахиб, Британская Индия — 25 января 2025, Чандигарх) — индо-британский общественный и политический леворадикальный деятель, один из лидеров Socialist Labour Party (UK), председатель-основатель Коммунистической партии Великобритании (марксистско-ленинской) (с 2004 по 2018), активный член ее Центрального комитета до конца своих дней. Также редактор-основатель левой политической газеты Lalkar, с момента ее первого выпуска в 1979 году и до конца своих дней. Являлся почетным председателем WAP.

## Биография
Родился и вырос в колониальной Индии в сикхской семье из землевладельческих крестьян, торговцев лошадьми и фермеров. В своей преимущественно мусульманской деревне он получил первое образование в медресе. Затем его отправили в сикхский религиозный интернат в городке Муктсар, где он выучил хинди и английский, а также полюбил гуманитарные науки. Брар поступит в университет в Чандигархе, где изучал английский язык, пенджаби и историю, а после получения степени бакалавра искусств он поступил в Делийский университет для обучения на степень бакалавра права. Во время учебы в Дели принимает первое участие в политических демонстрациях — организованных в знак протеста против убийства Патриса Лумумбы, а также в поддержку борьбы вьетнамского народа и его лидера Хо Ши Мина. После этого он отправился учиться на степень магистра права в Университетском колледже Лондона (он приехал туда летом 1962 года; а уже на следующий год посетил СССР), где познакомился со своей однокурсницей и будущей женой Мэйзел Кэтлин Шарп (Maysel Kathleen Sharp). Вместе они вступят в Революционную марксистско-ленинскую лигу, откуда, однако, будут исключены. Недолговременно пребывали в ЦК Коммунистической партия Британии (марксистско-ленинской). Сдав экзамен на адвоката, чтобы стать барристером, Брар не приступил к практике, а вместо этого начал преподавать юриспруденцию сперва в Дакорумском колледже, а затем в Харроуском колледже высшего образования, позже станущем частью Вестминстерского университета. Его ближайшей интеллектуальной соратницей стала Элла Рул, возглавившая впоследствии Коммунистическую партию Великобритании (марксистско-ленинскую). В 1986 году Брар встретился с лидером Организации освобождения Палестины (ООП) Ясиром Арафатом в Тунисе. В 1990 году в виде статей в Лалкаре (журнале Ассоциации индийских рабочих Великобритании) вышла его первая книга «Перестройка, полный крах ревизионизма». Также он занимался бизнесом в текстильной промышленности.
В 2004 году участвовал в основании Коммунистической партии Великобритании (марксистско-ленинской) и стал её председателем.
Последние годы жизни страдал от последствий операции на позвоночнике. Умер, находясь у своего племянника в Индии. В тот же вечер будет кремирован в родной деревне. Дочь — Джоти, сыновья Ранджит и Карлос, внуки. Приходился дядей по материнской линии для Manpreet Singh Badal.